# Sayuri Herrera Román
Sayuri Herrera Román (Ciudad de México, 20 de marzo de 1982) Fue delegada en el CGH (Consejo General de Huelga), máximo órgano de decisión de la Huelga estudiantil de la UNAM en oposición a las reformas que anulaban la gratuidad de la educación en la universidad más importante de América Latina. El movimiento se sostuvo por casi un año, de abril de 1999 a febrero de 2000. Sobre esta experiencia escribió la tesis "Significaciones del movimiento estudiantil de 1999 en la subjetividad de los jóvenes que participaron en el bachillerato de la UNAM", laureada con el Segundo Lugar Nacional del Cuarto Concurso de Tesis sobre Juventud en el año 2009.
Desde 2022 es la Coordinadora General de Investigación de Delitos de Género y Atención a Víctimas de la Fiscalía General de Justicia de la CDMX
Fue la primera fiscal especializada para la investigación del delito de feminicidio en la Ciudad de México, seleccionada por convocatoria pública. Actualmente es coordinadora General de Investigación de Delitos de Género y Atención a Víctimas, de la Fiscalía General de Justicia de la Ciudad de México.

## Demandas del movimiento estudiantil
El 20 de abril de 1999 el movimiento estudiantil estalló la huelga general en la UNAM en defensa de la educación pública y gratuita ante la aprobación de cuotas por parte del Consejo Universitario. El aumento de cuotas terminaba con el carácter gratuito de la Universidad.

## Premios y reconocimientos
- Laureada (4.º Concurso Nacional de Tesis sobre Juventud, 2009)[4]
- Medalla Omecíhuatl 2018, Inmujeres CDMX 2018